# 燒野站
燒野站（日语：／ Yakeno eki */?）是位於富山縣東礪波郡福野町（現時：南礪市），加越能鐵道加越線的鐵路車站（廢站）。

## 歷史
- 1935年（昭和10年）5月10日：加越鐵道車站啟用[1]。
- 1943年（昭和18年）1月1日：成為富山地方鐵道的車站[1][2]。
- 1944年（昭和19年）5月18日：車站被廢除[1]。
- 1950年（昭和25年）10月23日：由加越能鐵道承繼加越線[1][2]。
- 1969年（昭和44年）4月1日：車站重開[1]。
- 1972年（昭和47年）9月16日：加越線廢除，此站也被廢除[1][2]。

## 相鄰車站
加越能鐵道
加越線
福野－燒野－高瀨神社

## 注腳
1. 1 2 3 4 5 6  今尾惠介《日本鐵道旅行地圖帳》6號北信越（新潮社、2008年）p.33
2. 1 2 3  富山地方鐵道株式會社編《富山地方鐵道五十年史》，1983年（昭和58年）3月，富山地方鐵道

## 相關項目
- 日本鐵路車站列表 Ya